# Сідар-Лейк (Індіана)
Сідар-Лейк (англ. Cedar Lake) — місто (англ. town) в США, в окрузі Лейк штату Індіана. Населення — 14 106 осіб (2020).

## Географія
Сідар-Лейк розташований за координатами 41°22′8″ пн. ш. 87°26′23″ зх. д. / 41.36889° пн. ш. 87.43972° зх. д. (41.368853, -87.439817).  За даними Бюро перепису населення США в 2010 році місто мало площу 24,88 км², з яких 21,29 км² — суходіл та 3,59 км² — водойми.

## Демографія
Згідно з переписом 2010 року, у місті мешкало 11 560 осіб у 4193 домогосподарствах у складі 3002 родин. Густота населення становила 465 осіб/км².  Було 4692 помешкання (189/км²).
Расовий склад населення:
| - 94,9 % — білих - 0,5 % — чорних або афроамериканців - 0,4 % — азіатів - 0,3 % — корінних американців - 2,4 % — осіб інших рас |

До двох чи більше рас належало 1,7 %. Частка іспаномовних становила 6,5 % від усіх жителів.
За віковим діапазоном населення розподілялося таким чином: 26,6 % — особи молодші 18 років, 64,8 % — особи у віці 18—64 років, 8,6 % — особи у віці 65 років та старші. Медіана віку мешканця становила 34,9 року. На 100 осіб жіночої статі у місті припадало 102,8 чоловіків;  на 100 жінок у віці від 18 років та старших — 100,8 чоловіків також старших 18 років.
Середній дохід на одне домашнє господарство  становив 78 060 доларів США (медіана — 61 651), а середній дохід на одну сім'ю — 88 192 долари (медіана — 67 329). Медіана доходів становила 55 131 долар для чоловіків та 38 874 долари для жінок. За межею бідності перебувало 9,6 % осіб, у тому числі 14,4 % дітей у віці до 18 років та 4,3 % осіб у віці 65 років та старших.
Цивільне працевлаштоване населення становило 5448 осіб. Основні галузі зайнятості: освіта, охорона здоров'я та соціальна допомога — 20,9 %, роздрібна торгівля — 12,3 %, будівництво — 11,5 %, виробництво — 11,4 %.